# 토레스 데 산타 크루스

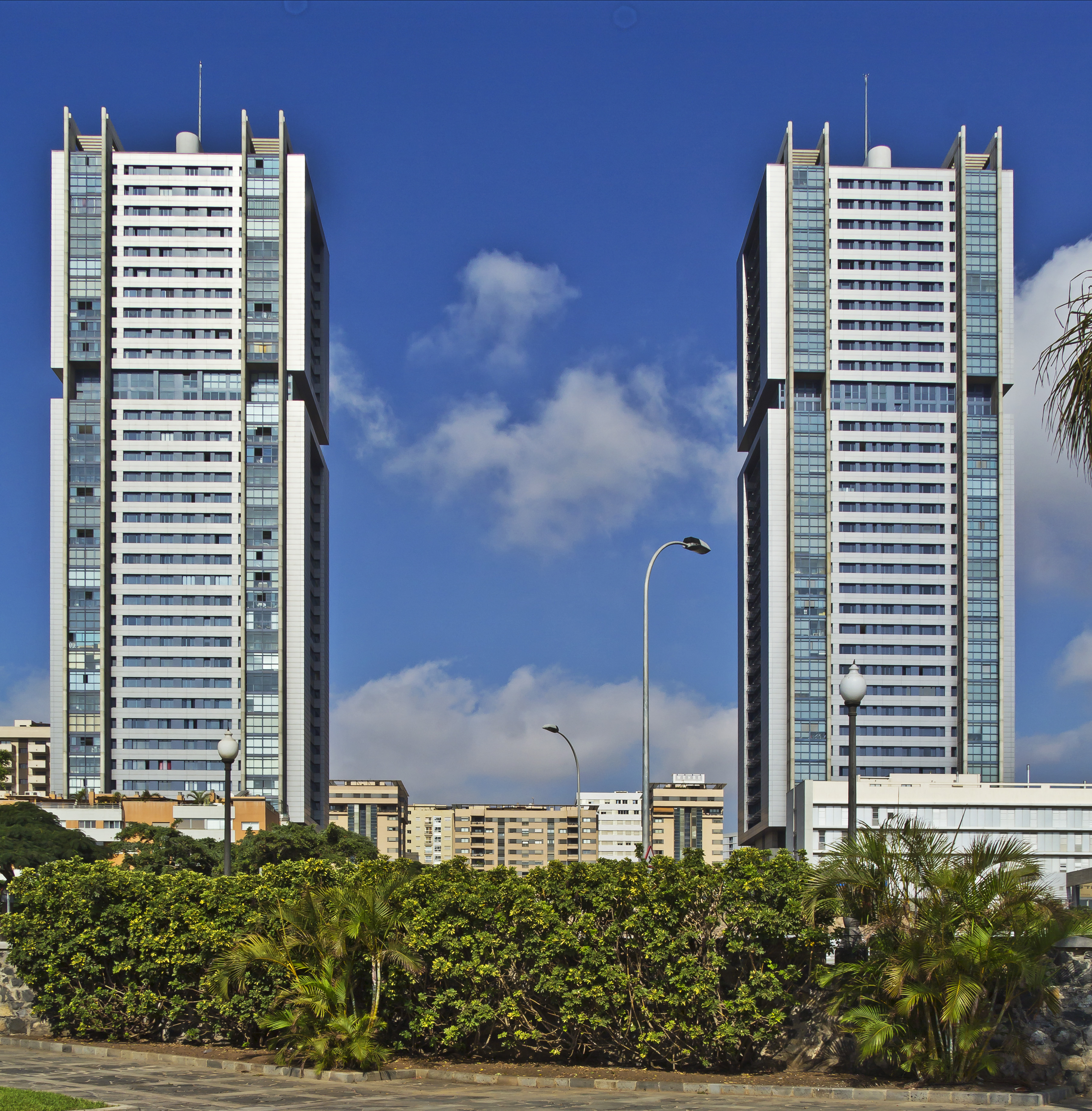
토레스 데 산타 크루스

토레스 데 산타 크루스(Torres de Santa Cruz)는 스페인 산타크루스데테네리페에 위치한 주거 단지이다. 쌍둥이 빌딩으로 구성되어 있다.
2004년에서 2006년까지 120미터 높이로 지어졌다. 카나리아 제도에서 고층 빌딩뿐만 아니라 스페인에서 가장 높은 쌍둥이 빌딩이다. 2004년과 2010년 사이 스페인에서 가장 높은 주거용 건물이었다.